# Alfred Müller (Jurist)
Alfred Moritz Müller (* 22. September 1860 in Groß-Witschitz, Königreich Böhmen; † 17. November 1929 in Reichenberg, Tschechoslowakei) war ein sudetendeutscher Jurist, Turnfunktionär und Kommunalpolitiker. 

## Leben und Wirken
Er wurde als Sohn von Karl Müller in Bezirk Komotau im südlichen Erzgebirgsvorland geboren. Nach dem Besuch des Gymnasiums in Saaz studierte er Rechtswissenschaften an der Deutschen Universität Prag und promovierte dort 1886 zum Dr. jur. Nach Beendigung aller Prüfungen ließ er sich 1891 in Reichenberg als Rechtsanwalt nieder, nachdem er 1890 in die Advokatenliste eingetragen worden war.
Bereits in früher Jugend wurde Müller als Turner aktiv. 1887 erfolgte seine Wahl zum zweiten Obmann des Turnvereins in Böhmisch-Leipa, 1891 wechselte er mit seiner beruflichen Niederlassung in Reichenberg zum zweiten Sprechwart des dortigen Deutschen Turnvereins. 1893 wurde er zum Kreisobmann des Aupa-Elbe-Turngaues gewählt. Ab 1894 war Müller Vertreter des Jeschken-Isergaus des Deutschen Turnkreises. Zusätzlich übernahm er 1897 die Funktion als Kreisvertreter und Obmann des XV. deutschen Turnkreises im Ausschuss des Deutschen Turnerschaft. Als solcher war er an der Einführung des Turnunterrichts in den Schulen Böhmen maßgeblich beteiligt. 1901 legte er diese Funktion nieder. Außerdem war er Mitglied des Alpenvereins.
1912 nahm er am Deutschen Juristentag teil. Im darauffolgenden Jahr starb sein Sohn Alfred Johann Theodor Edmund Müller als Gymnasiast bei einem Lawinenunglück.
In der Stadt Reichenberg war er seit 1893 Stadtverordneter.